# Jomori Yasutaka
Jomori Yasutaka (sinh ngày 11 tháng 7 năm 1994) là một cầu thủ bóng đá người Nhật Bản.

## Sự nghiệp câu lạc bộ
Jomori Yasutaka hiện đang chơi cho Fujieda MYFC.